# Neorhacodes longicauda
Neorhacodes longicauda là một loài tò vò trong họ Ichneumonidae.